# Asta Nielsen
Asta Sofie Amalie Nielsen (Copenaghen, 11 settembre 1881 – Frederiksberg, 24 maggio 1972) è stata un'attrice danese.
Interprete prevalentemente di film muti, era soprannominata la Diva Silenziosa o la Diva del Nord. Negli anni 1910 formò un sodalizio artistico e sentimentale con il regista Urban Gad, che la diresse in 30 film e con cui fu sposata dal 1912 al 1918.

## Biografia
La minore di due sorelle, Asta Sofie Amalie Nielsen nacque l'11 settembre 1881. Suo padre Jens Christian Nielsen, un umile fabbro, era molto cagionevole di salute e morì quando la giovane Asta aveva solo quattordici anni, lasciando la sua famiglia nella più estrema povertà. Sua madre Ida Frederikke Petersen, una lavandaia, cercò di mantenere le sue due figlie come poteva, e spesso, come racconta senza alcuna punta di odio per la madre la stessa Nielsen, le picchiava duramente con la frusta sfogando così la rabbia della sua condizione.

### La carriera: i primi passi

Asta Nielsen nel 1910 circa

A scuola era entrata a far parte del coro del Teatro Reale di Copenaghen, ma lasciò gli studi nel 1895, l'anno della morte del padre, senza aver imparato molto di più del leggere e del far di conto. La madre voleva che la ragazza facesse la commessa, mentre Asta aspirava a diventare attrice. Riuscì a ottenere un'audizione in teatro dove si fece notare per il suo talento, tanto da ricevere una sorta di borsa di studio, delle lezioni private gratuite che la prepararono alla carriera teatrale.
Ancora inesperta sui fatti della vita, la giovane Asta rimase in stato interessante a diciotto anni, ma si rifiutò categoricamente di sposare il padre della bambina, nonostante questi si fosse offerto di riparare e di provvedere al suo mantenimento e nonostante la ragazza fosse perfettamente consapevole dei pregiudizi che gravavano sulle ragazze madri nella società del suo tempo.
Nel 1910 ottenne finalmente un ingaggio al Dagmar-Theater di Copenaghen, dove lavorò per tre anni. Poiché, però, non le venivano affidati ruoli da protagonista, cercò di farsi strada partecipando a una tournée in Scandinavia senza però riuscire a sfondare. Neanche il ritorno in Danimarca sortì alcun effetto e si trovò confinata nelle solite parti di supporto.

### Urban Gad
In quell'anno il giovane scenografo Urban Gad ebbe l'idea di fare un film. Usò come soggetto un libro scritto da lui e fece interpretare ad Asta il tanto sospirato ruolo della protagonista. La pellicola si intitolava Afgrunden (in Italia uscì col titolo L'abisso) e incontrò un grande, quanto inaspettato, successo, trovando riscontro perfino all'estero. Ma, almeno in Danimarca, la cinematografia nazionale non trovava ancora l'occasione per sfruttare il talento di quella giovane attrice. La Germania, invece, anche se con un'industria cinematografica ancora non molto sviluppata, reagì in maniera più pronta: la Deutsche Bioscop mise sotto contratto Asta per due film, Sangue bollente e Nachtfalter che si rivelarono entrambi dei successi.
La coppia Nielsen-Gad sfruttò il momento felice per ottenere le migliori condizioni per i propri progetti artistici, passando così da un produttore all'altro. Nel 1911 i due firmarono con la PAGU (Projektions-AG "Union") un contratto per ventiquattro film. L'accordo con la casa di produzione tedesca consentì ad entrambi mano libera nei loro film, a condizione che l'attrice girasse otto pellicole l'anno. Gad e Asta si sposarono nel 1912 e lavorarono insieme nei seguenti tre anni, finché la loro unione terminò con un divorzio, mettendo fine anche alla loro collaborazione artistica.

### Il ritiro

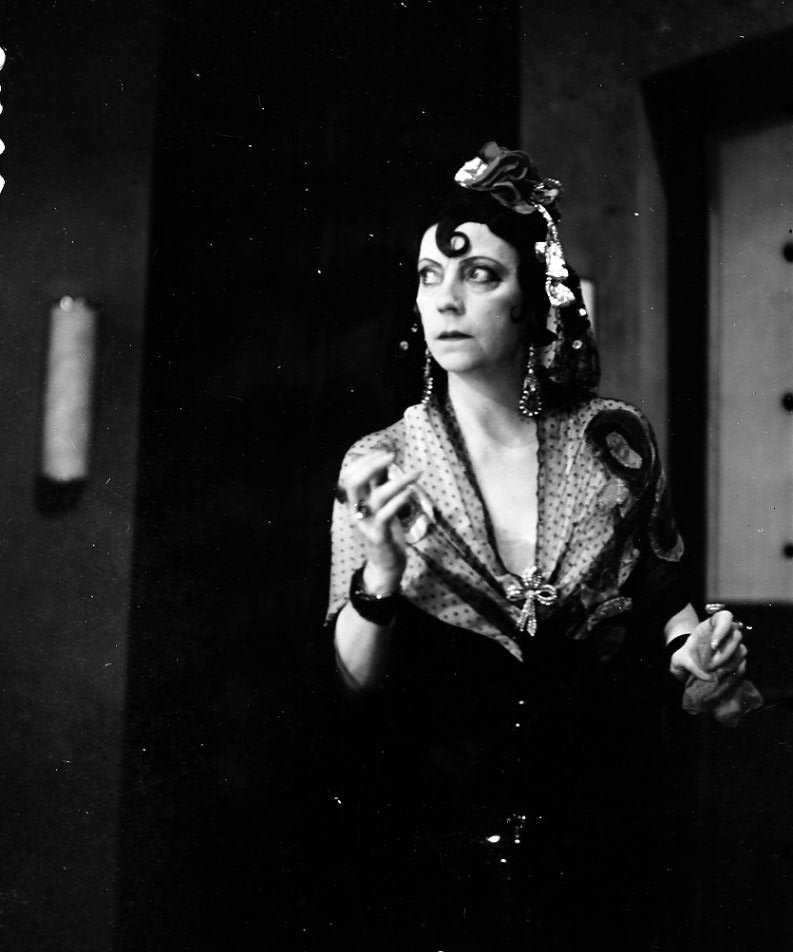
Asta Nielsen durante un cabaret a Berlino nel marzo 1936

La Nielsen continuò a lavorare in Germania in film di grande successo diretta da registi di richiamo. Nel 1925 fu diretta da G.W. Pabst ne La via senza gioia, nel quale recitava anche Greta Garbo che anni dopo avrebbe confessato ai giornalisti "di non aver mai capito il suo grande successo visto che era niente se confrontata ad Asta Nielsen".
Con l'avvento del sonoro si trovò a dover fronteggiare oltre ad un nuovo stile di recitazione anche una nuova generazione di attrici e quindi, dopo il film Unmögliche Liebe del 1932, decise di ritirarsi e dedicarsi al teatro.
Qualche anno dopo venne invitata a ritornare sugli schermi dai maggiori esponenti del regime nazista: Adolf Hitler e Joseph Goebbels. Lei preferì declinare questo invito e nel 1936 tornò a vivere in Danimarca, dove ebbe modo di pubblicare una sua biografia in due volumi e scrivere diversi articoli parlando sia di arte che di politica.
Durante la seconda guerra mondiale inviò del denaro ad Allan O. Hagedorff con lo scopo di aiutare e sostenere gli ebrei perseguitati, in particolare inviando cibo nel campo di concentramento di Theresienstadt.
Al Festival di Venezia del 1958 le fu dedicata una retrospettiva proiettando alcuni film che la videro protagonista.

## Filmografia

### Attrice

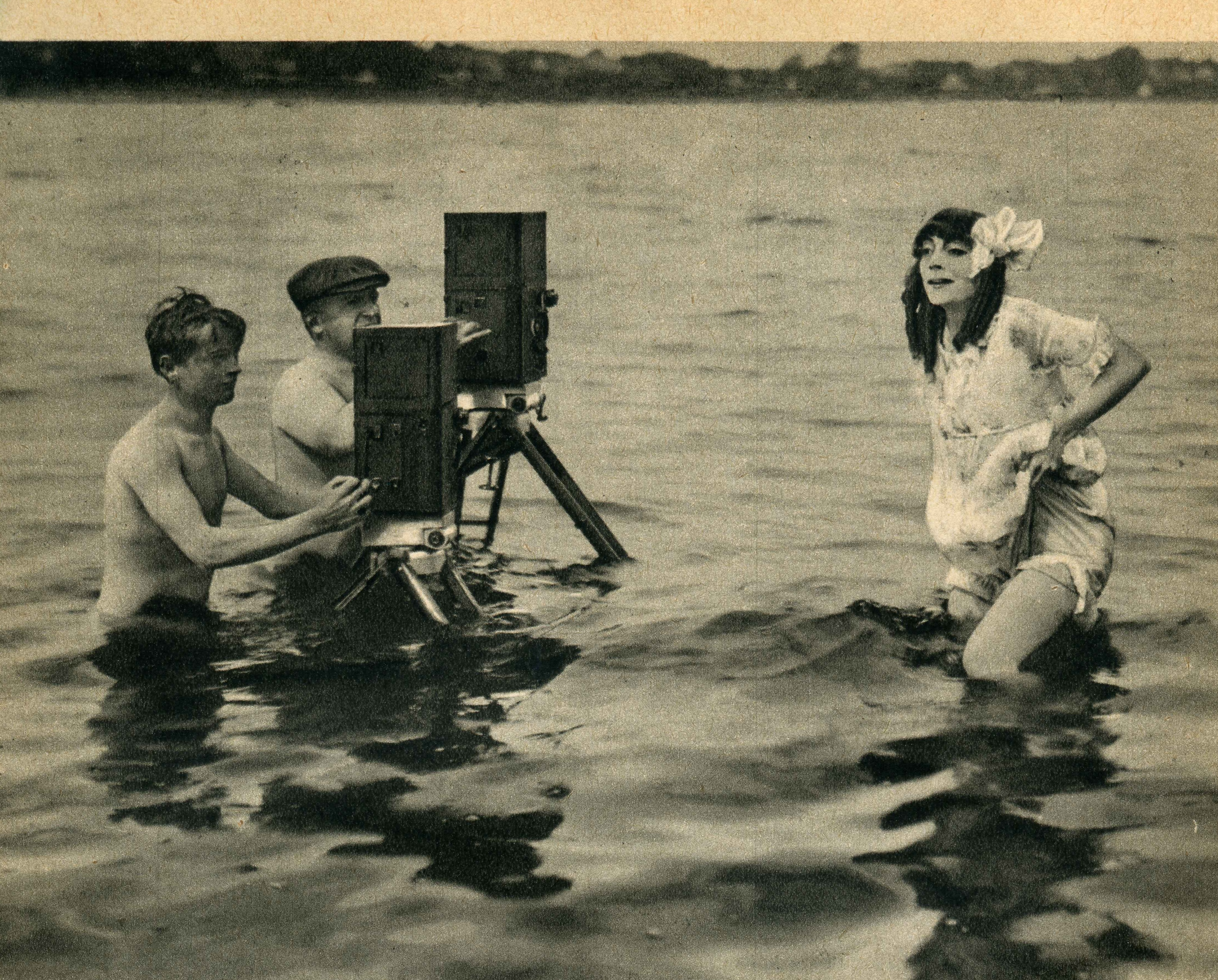
Asta Nielsen durante le riprese del film Mignonette (1914)

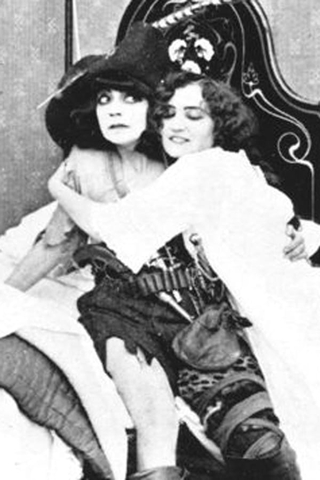
Asta Nielsen (a sinistra) nel film Zapatas Bande (1914)

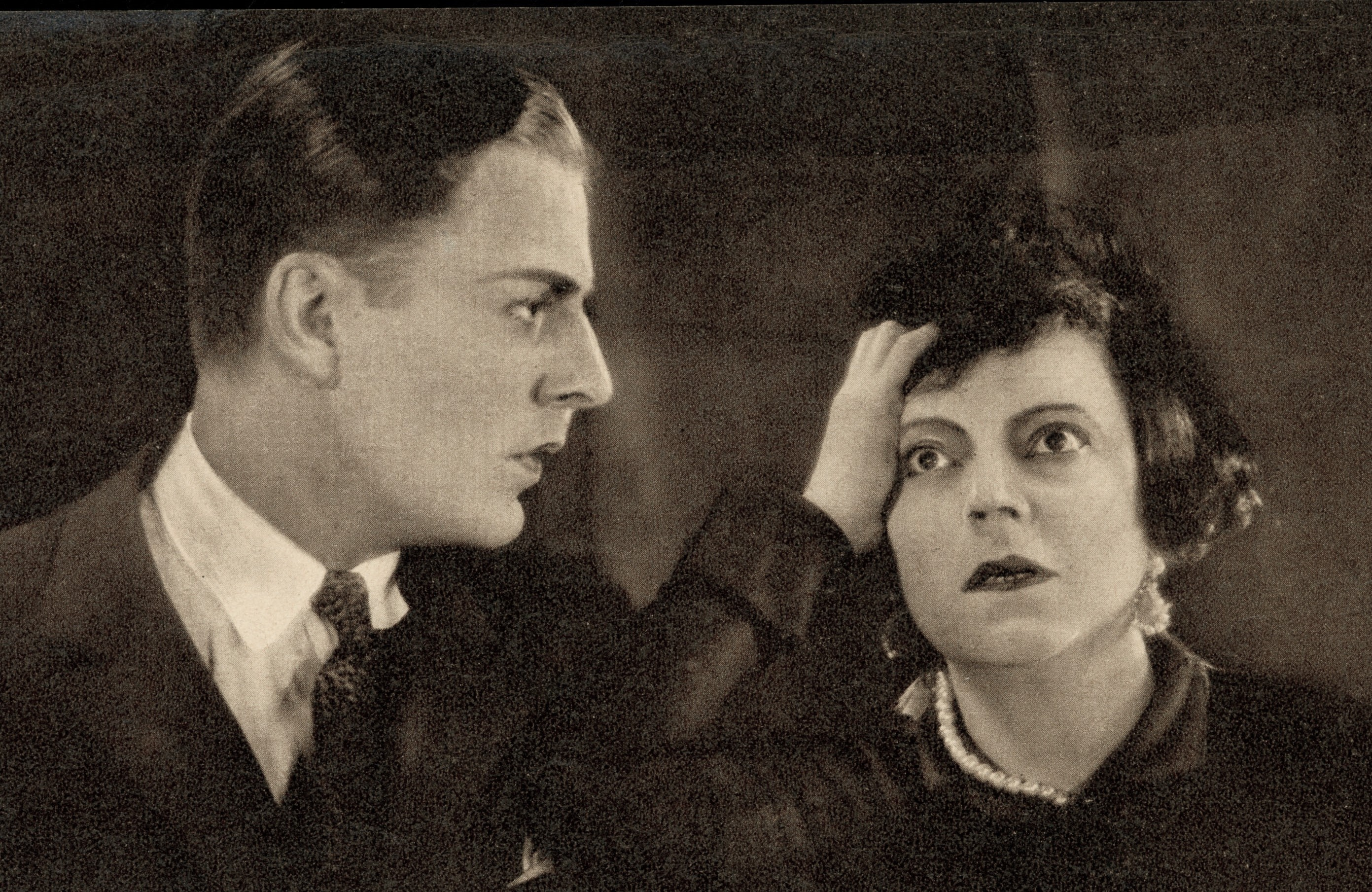
Werner Pittschau e Asta Nielsen in una scena di Tragedia di prostitute (1927)

- Livets storme, regia di August Blom (1910)
- L'abisso (Afgrunden), regia di Urban Gad (1910)
- Sangue bollente (Heißes Blut), regia di Urban Gad (1911)
- Nachtfalter, regia di Urban Gad (1911)
- Il sogno nero (Den sorte drøm), regia di Urban Gad (1911)
- In dem großen Augenblick, regia di Urban Gad (1911)
- Zigeunerblut, regia di Urban Gad (1911)
- Balletdanserinden, regia di August Blom (1911)
- Der fremde Vogel, regia di Urban Gad (1911)
- La traditrice (Die Verräterin), regia di Urban Gad (1911)
- Die Macht des Goldes, regia di Urban Gad (1912)
- La povera Jenny (Die arme Jenny), regia di Urban Gad (1912)
- Zu Tode gehetzt, regia di Urban Gad (1912)
- Der Totentanz, regia di Urban Gad (1912)
- Die Kinder des Generals, regia di Urban Gad (1912)
- Wenn die Maske fällt, regia di Urban Gad (1912)
- Das Mädchen ohne Vaterland, regia di Urban Gad(1912)
- Il romanzo della cavallerizza (Komödianten), regia di Urban Gad (1913)
- Jugend und Tollheit, regia di Urban Gad (1913)
- I delitti dei padri (Die Sünden der Väter), regia di Urban Gad (1913)
- Der Tod in Sevilla, regia di Urban Gad (1913)
- La suffragetta (Die Suffragette), regia di Urban Gad (1913)
- S1, regia di Urban Gad (1913)
- Die Filmprimadonna, regia di Urban Gad (1913)
- Mignonette (Engelein), regia di Urban Gad (1914)
- Das Kind ruft, regia di Urban Gad (1914)
- Zapatas Bande, regia di Urban Gad (1914)
- Das Feuer, regia di Urban Gad (1914)
- Standrechtlich erschossen, regia di Urban Gad (1914)
- Vordertreppe - Hintertreppe, regia di Urban Gad (1915)
- Die Tochter der Landstraße, regia di Urban Gad (1915)
- Die falsche Asta Nielsen, regia di Urban Gad (1915)
- Das Versuchskaninchen, regia di Edmund Edel (1916)
- Die ewige Nacht, regia di Urban Gad (1916)
- Engeleins Hochzeit, regia di Urban Gad (1916)
- Dora Brandes, regia di Magnus Stifter (1916)
- Das Liebes-ABC, regia di Magnus Stifter (1916)
- Die weißen Rosen, regia di Urban Gad (1916)
- Aschenbrödel, regia di Urban Gad (1916)
- Das Weisenhauskind, regia di Walter Schmidthässler (1918)
- Die Brüder (1917)
- Im Lebenswirbel, regia di Heinz Schall (1918)
- Die Rose der Wildnis, regia di Walter Schmidthässler (1918)
- Das Eskimobaby, regia di Walter Schmidthässler (1918)
- Die Börsenkönigin, regia di Edmund Edel (1918)
- Das Ende vom Liede, regia di Willy Grunwald (1919)
- Mod Lyset, regia di Holger-Madsen (1919)
- La sbornia (Rausch), regia di Ernst Lubitsch (1919)
- Nach dem Gesetz, regia di Willy Grunwald (1919)
- Der Reigen - Ein Werdegang, regia di Richard Oswald (1920)
- Graf Sylvains Rache, regia di Willy Grunwald (1920)
- Kurfürstendamm, regia di Richard Oswald (1920)
- Steuermann Holk, regia di Rochus Gliese e Ludwig Wolff (1920)
- Mata Hari (Die Spionin), regia di Ludwig Wolff (1920)
- Die Spielerin (1920)
- Fante-Anne, regia di Rasmus Breistein (1920)
- Amleto (Hamlet), regia di Svend Gade e Heinz Schall (1921)
- Die Geliebte Roswolskys, regia di Felix Basch (1921)
- Irrende Seelen, regia di Carl Froelich (1921)
- Die Spionin, regia di Ludwig Wolff (1921)
- Fräulein Julie, regia di Felix Basch (1922)
- Brigantenrache, regia di Reinhard Bruck (1922)
- Vanina oder die Galgenhochzeit, regia di Arthur von Gerlach (1922)
- Die Tänzerin Navarro, regia di Ludwig Wolff (1922)
- Erdgeist, regia di Leopold Jessner (1923)
- Der Absturz, regia di Ludwig Wolff (1923)
- I.N.R.I. (I.N.R.I. – Ein Film der Menschlichkeit), regia di Robert Wiene (1923)
- Das Haus am Meer, regia di Fritz Kaufmann (1924)
- Die Schmetterlingsschlacht, regia di Franz Eckstein (1924)
- Die Frau im Feuer, regia di Carl Boese (1924)
- Athleten, regia di Friedrich Zelnik (1925)
- Hedda Gabler, regia di Franz Eckstein (1925)
- Lebende Buddhas, regia di Paul Wegener (1925)
- La via senza gioia (Die freudlose Gasse), regia di Georg Wilhelm Pabst (1925)
- Die Gesunkenen, regia di Rudolf Walther-Fein e Rudolf Dworsky (1926)
- Laster der Menschheit, regia di Rudolf Meinert (1927)
- Tragedia di prostitute (Dirnentragödie), regia di Bruno Rahn (1927)
- Gehetzte Frauen, regia di Richard Oswald (1927)
- Kleinstadtsünder, regia di Bruno Rahn (1927)
- Das gefährliche Alter, regia di Eugen Illés (1927)
- Unmögliche Liebe, regia di Erich Waschneck (1932)

### Produttrice
- Hamlet, regia di Svend Gade e Heinz Schall (1921)
- Fräulein Julie, regia di Felix Basch (1922)
- Der Absturz, regia di Ludwig Wolff (1923)

### Film o documentari dove appare Asta Nielsen (parziale)
- Rund um die Liebe, regia di Oskar Kalbus - filmati di repertorio (1929)
- Tempi magnifici
- Das gab's nur einmal